# Шереметев, Сергей Владимирович
Серге́й Влади́мирович Шереме́тев (1880—1968) — волынский вице-губернатор (1912—1915), полковник.

## Биография
Из нетитулованной ветви Шереметевых. Сын командира Собственного Е. И. В. Конвоя генерал-майора Владимира Алексеевича Шереметева и жены его графини Елены Григорьевны Строгановой (1861—1908).
По окончании Морского кадетского корпуса в 1898 году, был выпущен мичманом в 30-й флотский экипаж. Служил на крейсерах «Баян», «Диана» и «Паллада». Участвовал в русско-японской войне и был награждён четырьмя орденами, в том числе орденом Св. Анны 4-й степени с надписью «За храбрость».
Чины: лейтенант (1901), штабс-капитан гвардии (1905), капитан (1909), подполковник (1911), полковник (за отличие, 1913).
В 1905 году перешел в лейб-гвардии Преображенский полк, более 4 лет командовал ротой полка. С 19 мая 1911 года назначен был состоять при министре внутренних дел и откомандирован в распоряжение киевского генерал-губернатора Ф. Ф. Трепова. 14 апреля 1912 года назначен и. д. волынского вице-губернатора, а 6 мая 1913 года произведен в полковники, с утверждением в должности. Был почетным мировым судьей Киевского, Ливенского и Житомирского округов. Кроме того, состоял почетным членом Кременецкого Богоявленского братства и Волынского епархиального училищного совета, почетным блюстителем Волынского женского училища, а также пожизненным братчиком Острожского Кирилло-Мефодиевского братства.
С началом Первой мировой войны, в 1915 году был назначен штаб-офицером для поручений при командующем 8-й армией, а 20 января 1916 года — и. д. начальника санитарного отдела штаба армии. Был военным губернатором Львова. Во время Гражданской войны эвакуировался из Новороссийска.
В эмиграции во Франции, жил в Париже. В 1930 году стал членом-учредителем общества «Друзей Русского музея». Кроме того, состоял членом Объединения лейб-гвардии Преображенского полка и Союза ревнителей памяти императора Николая II. Переехал в США, затем в Италию. Состоял членом Общества бывших русских морских офицеров в Америке (1949). В эмиграции стал именоваться Шереметевым-Строгановым.
Скончался в ночь с 17 на 18 марта 1968 года в Риме. Похоронен на кладбище Тестаччо.

## Семья
С 24 января 1907 года был женат на графине Александре Александровне Шереметевой (1886—1944), дочери графа А. Д. Шереметева. Брак был расторгнут около 1920 года. Их единственный сын: Никита (р. 1908).
С 7 февраля 1939 года вторым браком был женат на американке Стелле Вебер (1888—1969).

## Награды
- Орден Святой Анны 4-й ст. (1904);

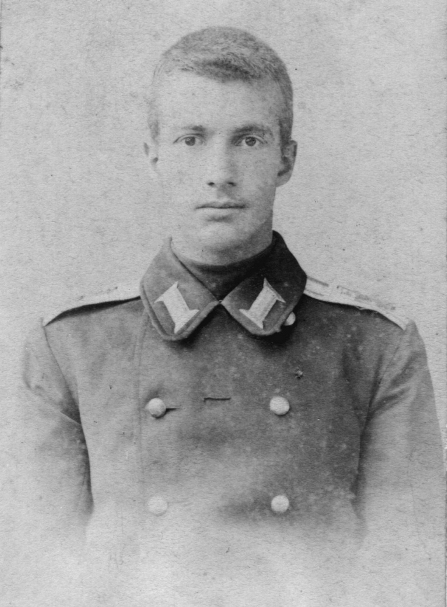
Во время службы во флоте

- Орден Святого Станислава 3-й ст. с мечами и бантом (1904);
- Орден Святой Анны 3-й ст. с мечами и бантом (1904);
- Орден Святого Владимира 4-й ст. с мечами и бантом (1904);
- Орден Святого Владимира 3-й ст. с мечами (ВП 03.03.1915).

Иностранные:
- греческий Орден Спасителя, кавалерский крест (1899);
- итальянский Орден Короны, кавалерский крест (1900);
- мекленбург-шверинский Орден Грифона, кавалерский крест (1900);
- черногорский Орден князя Даниила I 4-й ст. (1901);
- японский Орден Священного сокровища 4-й ст. (1903);
- иерусалимский Крест Святого Гроба Господня с частицей Животворящего Древа.